# Yaoi

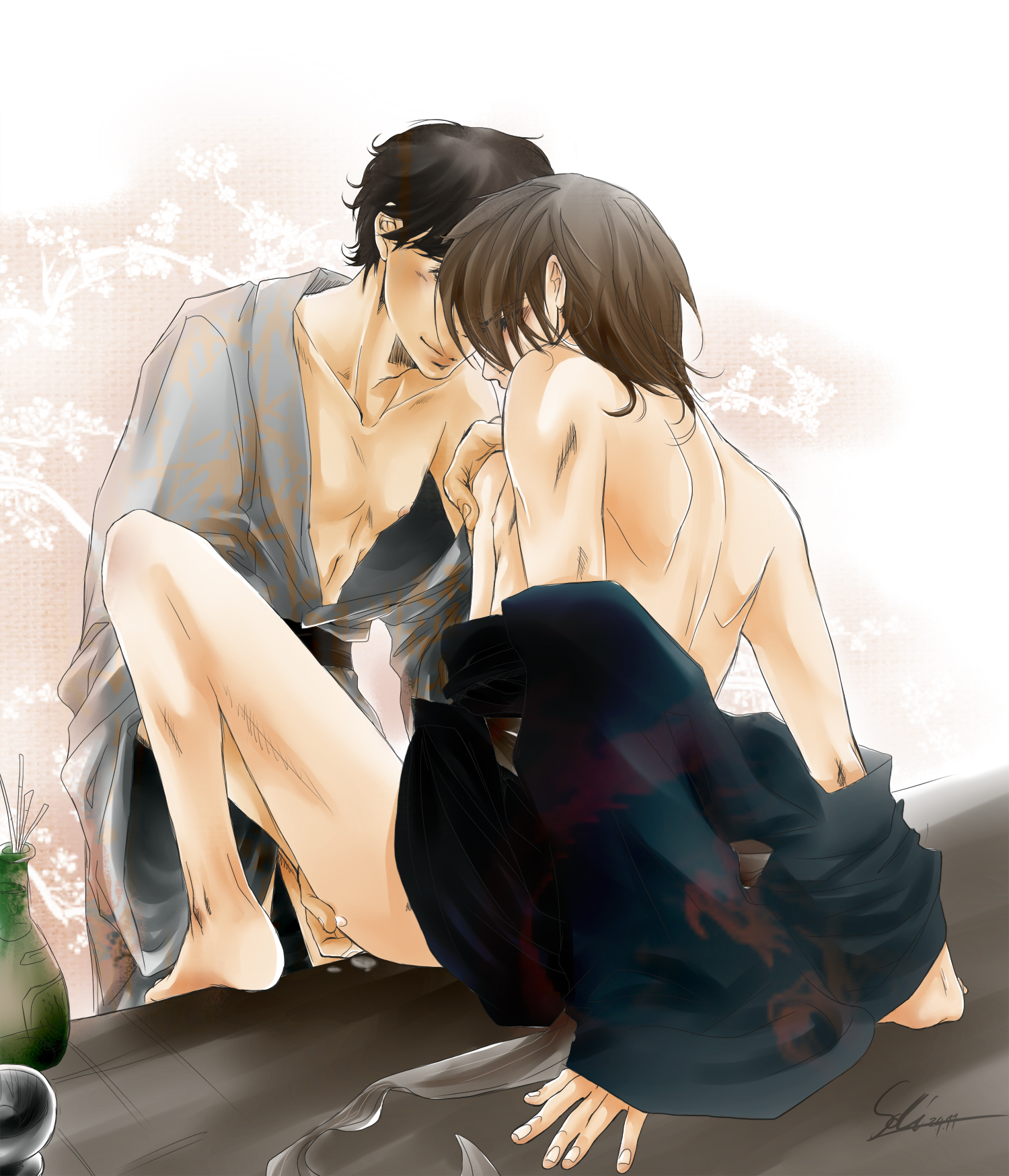
Dibuix yaoi amb escena sexual entre dos personatges masculins

El Yaoi o Boys' Love (BL'') és un gènere del manga la història del qual tracta sobre la relació entre dos o més homes homosexuals, que pot incloure a voltes escenes sexuals. Nascut a la dècada del 1970 originalment com a subgènere del shōjo (on de fet encara hom l'enquadra, juntament amb el josei) i batejat amb el nom shōnen-ai (literalment «amor entre nois»), des de 1990 ha experimentat un notable èxit que l'ha portat a exportar-se més enllà del Japó, on actualment és més conegut com a Boys' Love. Fora del Japó és més conegut encara com a yaoi, i s'acostuma a fer la diferència com a shōnen-ai les obres que no contenen escenes de sexe.

## Terminologia
La paraula yaoi (やおい) és una paraula acrònim de yama nashi, ochi nashi, imi nashi (山なし、落ちなし、意味なし), que traduït vol dir «sense clímax, sense resolució, sense sentit». La paraula és hereva del moviment gestat amb les primeres obres d'aquest gènere a principis dels anys 80, els dōjinshi de les fans o artistes amateurs basades en obres shōnen, que els mancava un argument i només reproduïen escenes sexuals explícites entre els seus protagonistes. Això amb el pas dels anys ha canviat i el nom s'ha utilitzat per designar tot el gènere en el seu conjunt, especialment al món occidental, on es va convertir en el vocable predilecte, mentre que el Japó a mitjan dècada de 1990 es va encunyar el terme BL, de l'anglès Boys' Love, per designar-les totes i que, de fet, ha esdevingut el d'ús més comú i el que engloba totes les mostres d'aquest gènere. D'altra banda, té relació amb aquests terme el shōnen-ai, que vol dir literalment «amor entre nois», en el qual les relacions sexuals no són explícites i que, estrictament, seria un subgènere del shōjo. Els tres termes, amb lleugeres diferències comparteixen l'essència sobre històries d'amor entre nois escrites per dones i destinades a un públic femení i, d'antuvi, no a un públic homosexual.
Dins ja del yaoi hi ha el 'yaoi lemon', o el 'hard yaoi', que és el que conté escenes sexuals molt explícites, arribant a tocar temes com el sadomasoquisme; el shota, que és com s'anomena al gènere que tracta les relacions entre dos nens o entre adults i nens.

## Història

### Antecedents
Històricament, la pràctica de l'homosexualitat i l'androgínia no estaven mal vistes al Japó, especialment a la classe samurai, al si dels establiments budistes o al teatre kabuki. Tanmateix, durant l'era Meiji, el país es va obrir a la influència occidental, on es van incloure les idees sobre la sexualitat, que considerava l'homosexualitat com una malaltia, també el concepte «amor romàntic» entès com l'atracció espiritual entre un home i una dona, que no existia a la consciència dels japonesos. Aquesta nova noció, anomenada ren'ai (恋愛), va substituir altres formes d'amor existents fins aleshores, entre elles la mateixa homosexualitat, vinculada a un passat feudal i bàrbar.
Malgrat que l'homosexualitat va ser més mal rebuda per part de la societat japonesa d'abans de la Segona Guerra Mundial, alguns artistes van continuar explotant la temàtica de forma dissimulada. El més famós és el pintor Kashō Takabatake, que va treballar per revistes shōnen de l'època. Les seves il·lustracions de nois publicades a la revista Nihon shōnen van esdevenir la imatge del noi ideal del Japó, el que avui es coneix amb el concepte bishōnen (美少年, «noi bell»). Aquests nois estaven caracteritzats per una passivitat, fragilitat, fugacitat i dolçor ambivalents, a més de ser representants generalment en un món homosocial, on regna certa tensió homoeròtica. L'àmplia difusió de les il·lustracions de Takabatake entre el públic masculí (i en menor mesura el femení) fa que ambients estrictament masculins com la marina o alguns centres educatius s'homoerotitzin i siguin reconeguts o identificats com llocs on caçar efebs. Aquests entorns, alhora, van inspirar altres autors, el més conegut és Ōgai Mori.
Més endavant, la filla de Mori, la novel·lista Mari Mori, va escriure una trilogia on escenificava una història homosexual entre homes, el primer volum de la qual es va publicar el 1961. Hom ha considerat aquesta trilogia obra fundadora del yaoi, tot i que Mori ha refusat ser considerada precursora del gènere. Per la seva banda, l'autor Kaoru Kurimoto va confessar haver estat inspirat directament per aquesta obra. Val a dir, que l'obra de Mori va rebre influències de la literatura europea, especialment de la literatura gòtica i posa les bases del que més tard esdevindran els llocs comuns del yaoi, tals com l'exotisme occidental, l'alta educació i riquesa dels protagonistes, o la relativa diferència d'edat entre els membres de la parella, així com el caràcter i ambient fantasiós i fins i tot surrealista.
Per la seva banda, el manga va començar a experimentar canvis a partir del naixement del gènere gekiga el 1957, que volia representar històries més realistes i basades en la societat japonesa del moment. Això va crear noves inspiracions i va obrir una via al tractament de la sexualitat en obres no eròtiques o pornogràfiques. Per exemple, el 1969 dos mangaka, Hideko Mizuno i Hiromi Minegishi, van publicar dues obres on es representaven relacions homosexuals entre els protagonistes masculins.

### Del shōnen-ai al yaoi (1970-1990)
Les obres considerades yaoi van començar a aparèixer a la dècada del 1970, quan va començar el nombre d'autores dintre del gènere shōjo, que fins aleshores, tot i orientar-se a un públic femení, estava dominat per autors masculins. Dintre d'aquestes autores de nova fornada –moltes de les quals eren estudiants– va destacar el Grup del 24, anomenades així per haver nascut el 24 de l'era Shōwa, és a dir, el 1949, que van introduir al shōjo una diversitat més gran temàtiques i una major profunditat i intriga als personatges, explorant narratives que no s'havien utilitzat mai en aquest gènere, com era l'amor homosexual. Adreçades a una nova generació de lectores adolescents, aquestes autores van nodrir-se d'influències de la literatura, el cinema, la història, la mitologia tant d'origen japonès com estranger. Dues autores d'aquesta generació que van començar a treballar sobre històries al voltant de l'homosexualitat masculina van ser Keiko Takemiya i Moto Hagio amb els mangues Sunroom ni te (1970) i 11-gatsu no Gymnasium (1971), respectivament, considerats els primers del gènere shōnen-ai.
Hagio i Takemiya van continuar amb noves creacions, que van inspirar altres mangaka, com Toshie Kihara o Ryōko Yamagishi. Dues de les obres representatives i més populars del període són Kaze to Ki no Uta («El poema del vent i dels arbres», 1976) de Keiko Takemiya o Tōma no shinzō («El cor d'en Thomas», 1974) de Moto Hagio. Aquests mangues shōnen-ai representen amors tràgics entre joves d'estètica bishōnen particularment androgins i ambientats a una Europa històrica i romàntica. Encara que habitualment el públic al que anava adreçat eren adolescents i dones joves, aquestes primeres obres també van atraure l'atenció del públic masculí, així com de gais i lesbianes.
Durant aquesta dècada també apareixen les primeres revistes gais, anomenades «homo». La primera és Barazoku, publicada per primera vegada el 1971. Aquestes publicacions contenien moltes il·lustracions, relats literaris i mangues d'artistes com Gengoroh Tagame o Sadao Hasegawa. Aquests històries tenien alguns punts en comú amb el shōnen-ai: eren poc realistes i fantasioses i generalment tràgiques, però en canvi no compartien el cànon estètic, perquè les revistes «homo» oferien un ampli ventall d'estereotips, més enllà del bishōnen també hi apareixien personatges considerats més virils o de més edat, no sols adolescents. Les ficcions gais generalment no eren tan romàntiques, sinó que eren eròtiques i pornogràfiques. En aquest cas, les revistes «homo» estaven adreçades a un públic masculí homosexual o bisexual, però també va atraure el públic femení, i en el cas del manga, Keiko Takemiya va inspirar-se en el contingut de la revista Barazoku per crear les seves obres shōnen-ai.
El 1975 té lloc la primera Comic Market, una concentració d'artistes aficionats, organitzats en cercles dōjinshi que creen mangues, relats literaris, animes i videojocs. Les adolescents constitueixen la majoria dels participants de les primeres edicions d'aquesta convenció, aquestes últimes sobretot són fans de les produccions –shōnen-ai o no– del Grup del 24, però dels grups de glam rock i de hard rock occidentals, que van popularitzar-se entre els adolescents després de la publicació de mangues com Fire!. Les primeres produccions de dōjinshi són sobreot paròdies dels mangues existents del Grup del 24 o d'artistes i de grups de rock tals com Queen, David Bowie o Led Zeppelin. Amb la influència del shōnen-ai i de les revistes «homo», alguns dōjinshi cada vegada són més homoeròtics i, després, obertament de temàtica homosexual. Per exemple, el 1979 aparegué un dōjinshi anomenat Island que representava els dos membres de Led Zeppelin, Jimmy Page i Robert Plant besant-se. El terme «yaoi», primer utilitzat per certs cercles per qualificar de manera irònica les seves creacions, es va associar a l'homosexualitat masculina el 1979 pel cercle Ravuri, que va produir el dojinshi homoeròtic anoment RAPPORI: yaoi tokushū gō.
A causa de l'èxit assolit pel shōnen-ai i els primers yaoi, el món editorial va voler explotar el mercat creant revistes consagrades a aquest gènere. L'editorial San Shuppan, que ja publicar la revista homo Sabu, el 1978 va decidir llançar la primera revista dedicada a aquests gèneres, la JUNE, i el 1980 va començar a publicar Allan. Aquestes dues revistes s'especialitzaren en la publació de shōnen-ai, que descriuen «a mig camí entre la literatura tanbi i la pornografia». Aquestes revistes parlen en els seus articles sobre l'homosexualitat masculina i el rock i publiquen manga, ficcions literàries i il·lustracions produïdes per membres del Grup del 24, autors de yaoi aficionats i fins i tot artistes de revistes homo. La revista JUNE va tenir tal èxit, que el terme June-mono o simplement June va començar a competir amb el terme shōnen-ai per descriure les ficcions homosexuals masculines.
Durant els anys 80 va haver dos grans canvis per al shōnen-ai i el yaoi: per una banda, dintre del món yaoi, cada vegada més es van començar a parodiar manga shōnen, principalment aquells que apareixien a la revista Shōnen Jump. Entre ells el més popular va ser Captain Tsubasa, que il·lustrà un canvi de paradigma en el yaoi, ja que l'acció de les històries deixava de succeir a Occident passava ara a desenvolupar-se al Japó. Per la banda del shonen-ai, també hi ha una desoccidentalització de la narrativa, que esdevé més realista i postiiva, deixant enrere el toc tràgic, tant pel que fa a l'ambient com a nivell gràfic i amb protagonistes més adults. Obres que marquen aquest canvi són Banana Fish (1985-1994) d'Akimi Yoshida i Tomoi (1986) de Wakuni Akisato.

### El boom del Boys' Love i controvèrsia (1990-2000)
El creixent èxit del yaoi cada vegada va interessar més els editors de revistes, que van reclutar diversos autors de dōjinshi d'aquesta temàtica. La dècada del 1990 va viure una explosió de revistes dedicades al yaoi, entre 1990 i 1995 van aparèixer més de trenta revistes dedicades a aquest gènere. Evidentment, n'hi ha que van tenir una vida breu, però d'altres van esdevenir imprescindibles, com BE x BOY, que es va convertir en una de les principals revistes yaoi durant els anys 90. El manga d'aquestes revistes està influenciat essencialment per obres yaoi anteriors i mangues previs com Banana Fish, i progressivament va marxar allunyant dels estàndards que havien caracteritzat el shōnen-ai durant els anys 70 i inici dels 80. A més, en aquest moment s'esdevé un canvi en la terminologia que s'empra per designar aquesta mena de manga, les revistes que els publicaven utilitzaven els mots «yaoi» o «boys' love», mentre que «shōnen-ai» va caure en desús a causa de la seva connotació pedòfila, juntament amb el terme «June», substituït mica en mica per estar vinculat directament amb la revista homònima. A la fi, «yaoi» i «boys' love» es van imposar en el mercat editorial japonès i, de fet, van esdevenir més o menys paraules sinònimes. Paral·lelament al manga, també van començar a aparèixer obres yaoi en altres mitjans: l'anime a la televisió, els drama CD o les novel·les lleugeres. Les llibreries japoneses també van dedicar prestatges íntegrament al gènere als seus establiments.
El yaoi també va esdevenir influència. Després de Banana Fish i Tomoi, cada vegada més mangues shōjo van integrar elements yaoi als seus arguments però sense fer-ne el centre de l'argument. En són exemples les obres del col·lectiu CLAMP, que han publicat diversos mangues amb elements del yaoi, tals com RG Veda (1990-95), Tokyo Babylon (1991-94) o Cardcaptor Sakura (1996-2000). A més, aquestes obres van ser exportades a Occident i, segons el país, les parts relatives a la temàtica yaoi han passat per la censura, per exemple als Estats Units, quelcom que no ha succeït en altres països, com França.
Entre 1992 i 1996 va haver-hi una forta controvèrsia al voltant del yaoi (やおい論争, yaoi ronsō), que va ser objecte de diversos articles publicats a la revista feminista Choisir. El debat tenia a una banda els gais i feministes militants, que acusaven el yaoi de ser un gènere homòfob que donava una visió viciada de l'homosexualitat masculina, de ser heterosexista i de reforçar la misogínia a la societat japonesa. De l'altra hi havia autors i editors de yaoi, amb el suport d'algunes feministes i de lesbianes, que creien que el yaoi no deixava ser una fantasia femenina que no pretén descriure l'homosexualitat masculina ni ser realista, presenten aquesta fantasia com un refugi enfront de la misogínia de la societat, i adopten un discurs queer de confusió de gèneres, sexes i sexualitats, i consideren que són els seus oponents els que fan gala d'heterosexisme.
Aquesta controvèrsia va formar part dels primers «estudis de BL» un camp de les humanitats que ara es considera una part important de la cultura japonesa. Els primers estudis van començar el 1991 i es van centrar en l'estudi piscoanalític de la psique femenina i en la relació entre dones i feminitat a la societat japonesa. La controvèrsia va obrir el camí cpa a l'estudi del tractament de les minories al BL. La polèmica va tenir un impacte definitius en els creadors del yaoi,m per exemple l'autor Kurihara Chiyo va abandonar el yaoi i s'orientà cap a la pornografia heterosexual, mentre altres autors, com Takamatsu Hisako, han tingut en compte els arguments dels opositors homosexuals, per tal de fer més admissibles les seves creacions per a un públic gai.

### Globalització del yaoi (des del 2000)
Aleardo Zanghellini afirma que Boy's Love no és totalment sinònim de Yaoi sinó que el primer es refereix a obres manga amb sexe explícit.
Destaquen els autors: Jiraiya, Seizoh Ebisubashi, i Takeshi Matsu.
A occident solament es coneixien per traduccions d'escanjats fins al 2013. Allí encara no està gaire ben vist el yaoi, tot i que en el 'món manga', cada cop hi ha més gent que llegeix històries d'aquesta temàtica, sense importar el gènere (tot i que hi predominen de lluny el sector femení en aquest tipus de mangues) ni l'edat (ja que, depèn la història, aquests mangas són llegits tant per adolescents com per a dones adultes).
Existeix el premi MS Awards a la categoria millor Yaoi/Yuri.
A França els mangues yaoi es començaren a publicar a la dècada del 2000 per part de l'editorial Asuka i Tonkam. La publicació de mangues yaoi cresqué el 2008 per les editorials Asuka i Taifu Comics.

## Anàlisi
La revista d'homosexuals BUDDY criticà el yaoi per presentar una realitat falsa respecte els homosexuals.
La investigadora Sueen Noh analitzà per què el yaoi és un gènere escrit per dones i per a dones:
- Causa plaer la percepció de l'acte de lectura com a escopofílic i subversiu contra les tradicions constrenyedores com la confuciana[73].[74]
- Per a les autores, és un acte de crear un món fictici per a elles.[74]

El col·lectiu homosexual ha estat crític amb el yaoi. Malgrat que des de la dècada del 1980 s'ha generat un manga amb un contingut més reivindicatiu pel que fa a l'homosexualitat, hi ha hagut diversitat de crítiques, fins al punt de ser titllat un gènere homòfob. Al Japó, la qüestió ha estat denominada «debat yaoi» (やおい論争). S'addueix que el manga yaoi ha creat una imatge distorsionada dels homosexuals, per exemple el seguir l'estètica del bishōnen ha fet que les noies o dones lectores d'aquest gènere creien que els homosexuals havien de ser homes atractius, ben plantats i part d'alguna mena d'elit social. Per la seva banda, les autores manga acostumen a remarcar que les seves acostumen a tenir històries poc realistes, orientades a un públic femení i no homosexual.